# Chōsei
Chōsei (japanska: 長生村?, Chōsei-mura) är en landskommun (by) i Chiba prefektur i Japan. 